# Tae Woo Yoo
 (février 2008).
Si vous disposez d'ouvrages ou d'articles de référence ou si vous connaissez des sites web de qualité traitant du thème abordé ici, merci de compléter l'article en donnant les références utiles à sa vérifiabilité et en les liant à la section « Notes et références ».
Tae-woo Yoo (en coréen : 유태우, en hanja : 柳泰佑) est un docteur en médecine, acupuncteur, professeur enseignant à l’Institut coréen d’acupuncture et de moxibustion silroam en Corée du Sud. Il a inventé la manupuncture en 1971.
Il est l'auteur de « La manupuncture coréenne » dont le titre original est : « Koryo Sooji Chim.».
Yoo est titulaire de la médaille de la Science et de la Culture attribuée en Corée du Sud pour son invention de la manupuncture. Le docteur Yoo a été nommé professeur honoraire de l'université de Choong-Chung. Il a obtenu les titres de docteur honorifique de Médecine de l'université internationale du Gabon, de médecine orientale de la South Baylor University (États-Unis), de Yuin University (États-Unis)
Yoo a été professeur associé (visiting professor) à la Golden State University et à la Royal University (ÉU).